# 最後の嘘
『最後の嘘』（さいごのうそ）は、松任谷由実（ユーミン）の29枚目のシングル。1996年10月16日に東芝EMIからリリースされた（TODT-3900）。28枚目のオリジナルアルバム『Cowgirl Dreamin'』にはalbum mixを収録。

## 解説
- 宣伝コピー「あなたは必ず5つの隠し事を持っています。」。
- 表題作は1996年TBS系ドラマ『ひとり暮らし』（主演・常盤貴子、高橋克典）の主題歌[2]。アルバム収録の際にストリングス関係がミックスされている。
- オリコンチャートの登場週数は14週[3]、チャート最高順位は週間4位、累計30.7万枚のセールスを記録した[1]。

## 収録曲
全曲作詞・作曲：松任谷由実　編曲：松任谷正隆
1. 最後の嘘（single mix） -The Last Lie-[4]
2. 忘れかけたあなたへのメリークリスマス（single mix） -Bye Bye My Merry Christmas-
3. 最後の嘘（オリジナル・カラオケ）
4. 忘れかけたあなたへのメリークリスマス（オリジナル・カラオケ）

## 参加ミュージシャン
- キーボード & プログラミング：松任谷正隆
- シンセサイザー・プログラミング & オペレーティング：山中雅文
- ドラム(#1):John Robinson
- ベース(#1):Leland Sklar
- エレクトリックギター：Michael Landau(#1), Paul Jackson Jr.(#2)
- ヴァイオリン:Sid Page, Joel Derouin, Peter Kent, Michaeiie Richard, John Wittenberg, Ezra Kliger, Harris Goldman, Kenneth Yerke, Jackie Brand, Eve Sprecher
- ヴィオラ：Roland Kato, Denyse Buffum
- チェロ：Dan Smith, Suzie Katayama
- パーカッション：Michael Fisher
- サックス（#1）：Jake. H. Concepcion
- バックボーカル：松任谷由実
- 指揮：David Campbell
- ストリングアレンジメント：松任谷正隆, David Campbell